# Microquiròpters
Els microquiròpters (Microchiroptera) eren un dels dos subordres en els quals es dividien els ratpenats segons la taxonomia antiga, juntament amb els megaquiròpters.

## Característiques
Els microquiròpters tenen una llargada de 4 a 16 cm. La majoria dels ratpenats s'alimenten d'insectes, però algunes de les espècies més grans cacen ocells, llangardaixos, granotes, ratpenats més petits o fins i tot peixos. Només tres espècies de micrquiròpters s'alimenten de la sang de grans mamífers o ocells («vampirs»); aquests ratpenats viuen a Amèrica del Sud i Central.
La majoria de microquiròpters fil·lostòmids mengen fruites i nèctars. Tres espècies segueixen la floració dels cactus columnars al nord-oest de Mèxic i al sud-oest dels Estats Units cap al nord a la primavera del nord i després els agaves en flor cap al sud a la tardor del nord (tardor). Altres ratpenats fil·lostòmids, com ara el fals vampir americà d'Amèrica del Sud, cacen una varietat de preses com ara sargantanes i ocells. Els finolòfids d'Europa, així com els fil·lostòmids de Califòrnia, tenen un nas de fulla molt complex per a l'ecolocalització i s'alimenten principalment d'insectes.

### Diferències amb els megaquiròpters
Les diferències entre els dos subordres són:
- Els microquiròpters utilitzen l'ecolocalització, mentre que els megaquiròpters no ho solen fer (el ratpenat frugívor d'Egipte n'és una excepció).
- Els microquiròpters no tenen urpa al segon dit de les potes anteriors.
- Les orelles dels microquiròpters no formen un anell tancat, sinó que les vores estan separades a la base de l'orella.
- Els microquiròpters manquen de capa inferior de pèl; o bé només tenen capa superior, o bé estan nus.

## Classificació

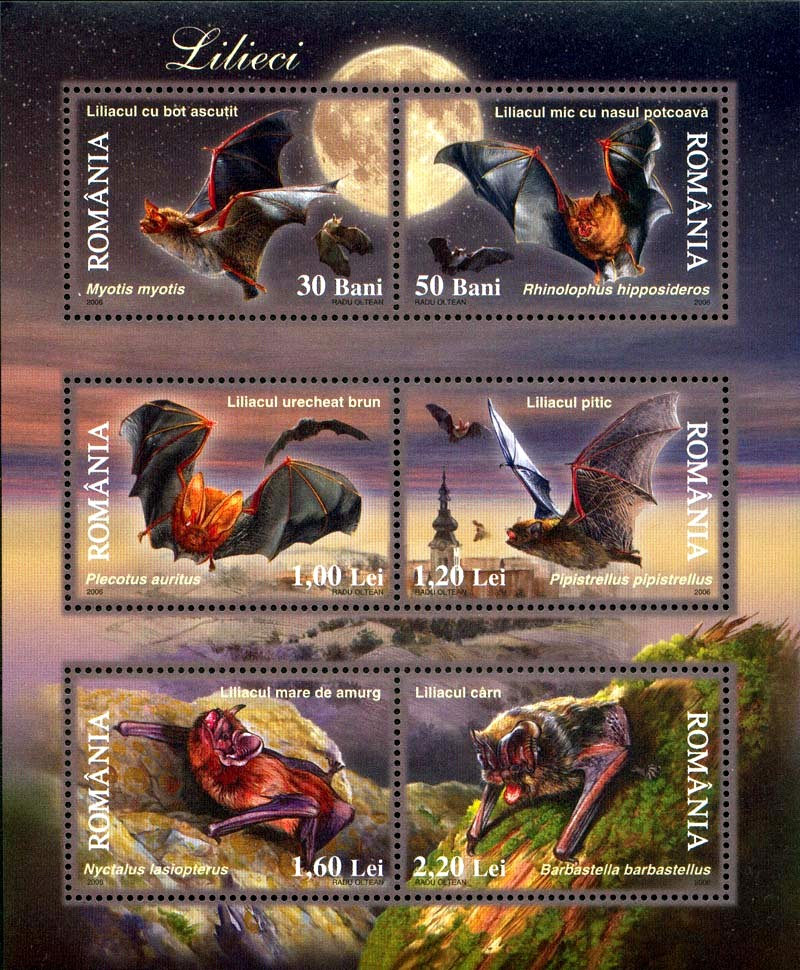
Una sèrie de segells de correus romanesos de 2003. Els ratpenats representats són (de dalt a baix i d'esquerra a dreta): el ratpenat de musell llarg, el ratpenat de ferradura petit, el ratpenat orellut septentrional, la pipistrel·la, el nòctul gegant, i el barbastella.

Tot i que els ratpenats s'han dividit tradicionalment en megaquiròpters i microquiròpters, les proves moleculars recents han demostrat que la superfamília Rhinolophoidea està més relacionada genèticament amb els megaquiròpters que no pas amb els microquiròpters, el que indica que el grup dels microquiròpters és parafilètic. Per resoldre la parafília dels microquiròpters, els quiròpters es van redividir en subordres yangoquiròpters (que inclou Nycteridae, vespertilionoides, noctilionoides i embal·lonuroïdeus) i yinpteroquiròpters, que inclou megaquiròpters, rinopomàtids, rinolòfids i megadermàtids.
Aquesta és la classificació segons Simmons i Geisler (1998):
Superfamília Emballonuroidea
- Família Emballonuridae
  - Subfamília Emballonurinae
    - Balantiopteryx
    - Centronycteris
    - Coleura
    - Cormura
    - Cyttarops
    - Diclidurus
    - Emballonura
    - Mosia
    - Peropteryx
    - Rhynchonycteris
    - Saccopteryx

  - Subfamília Taphozoinae
    - Saccolaimus
    - Taphozous

Superfamília Molossoidea
- Família Molossidae
  - Subfamília Molossinae
    - Chaerephon
    - Cheiromeles
    - Cynomops
    - Eumops
    - Molossops
    - Molossus
    - Mops
    - Mormopterus
    - Myopterus
    - Nyctinomops
    - Otomops
    - Platymops
    - Promops
    - Sauromys
    - Tadarida

  - Subfamília Tomopeatinae
    - Tomopeas

Superfamília Nataloidea
- Família Furipteridae
  - Amorphochilus
  - Furipterus
- Família Myzopodidae
  - Myzopoda
- Família Natalidae
  - Chilonatalus
  - Natalus
  - Nyctiellus
- Família Thyropteridae
  - Thyroptera

Superfamília Noctilionoidea
- Família Mormoopidae
  - Mormoops
  - Pteronotus
- Família Mystacinidae
  - Mystacina
- Família Noctilionidae
  - Noctilio
- Família Phyllostomidae
  - Subfamília Brachyphyllinae
    - Brachyphylla

  - Subfamília Carolliinae
    - Carollia
    - Rhinophylla

  - Subfamília Desmodontinae
    - Desmodus
    - Diaemus
    - Diphylla

  - Subfamília Glossophaginae
    - Tribu Glossophagini
      - Anoura
      - Choeroniscus
      - Choeronycteris
      - Glossophaga
      - Hylonycteris
      - Leptonycteris
      - Lichonycteris
      - Monophyllus
      - Musonycteris
      - Scleronycteris

    - Tribu Lonchophyllini
      - Lionycteris
      - Lonchophylla
      - Platalina
      - Xeronycteris

  - Subfamília Phyllonycterinae
    - Erophylla
    - Phyllonycteris

  - Subfamília Phyllostominae
    - Tribu Lonchorhinini
      - Lonchorhina
      - Macrophyllum
      - Mimon

    - Tribu Micronycterini
      - Glyphonycteris
      - Lampronycteris
      - Macrotus
      - Micronycteris
      - Neonycteris
      - Trinycteris

    - Tribu Phyllostomini
      - Phylloderma
      - Phyllostomus

    - Tribu Vampyrini
      - Chrotopterus
      - Lophostoma
      - Tonatia
      - Trachops
      - Vampyrum

  - Subfamília Stenodermatinae
    - Ametrida
    - Ardops
    - Ariteus
    - Artibeus
    - Centurio
    - Chiroderma
    - Ectophylla
    - Enchisthenes
    - Mesophylla
    - Phyllops
    - Platyrrhinus
    - Pygoderma
    - Sphaeronycteris
    - Stenoderma
    - Sturnira
    - Uroderma
    - Vampyressa
    - Vampyrodes

Superfamília Rhinolophoidea
- Família Hipposideridae
  - Anthops
  - Asellia
  - Aselliscus
  - Cloeotis
  - Coelops
  - Hipposideros
  - Rhinonicteris
  - Triaenops
- Família Megadermatidae
  - Cardioderma
  - Lavia
  - Macroderma
  - Megaderma
- Família Nycteridae
  - Nycteris
- Família Rhinolophidae
  - Rhinolophus

Superfamília Rhinopomatoidea
- Família Craseonycteridae
  - Craseonycteris
- Família Rhinopomatidae
  - Rhinopoma

Superfamília Vespertilionoidea
- Família Vespertilionidae
  - Subfamília Antrozoinae
    - Antrozous
    - Bauerus

  - Subfamília Kerivoulinae
    - Kerivoula
    - Phoniscus

  - Subfamília Murininae
    - Harpiocephalus
    - Murina

  - Subfamília Myotinae
    - Cistugo
    - Lasionycteris
    - Myotis

  - Subfamília Vespertilioninae
    - Tribu Eptesicini
      - Arielulus
      - Eptesicus
      - Hesperoptenus

    - Tribu Lasiurini
      - Lasiurus

    - Tribu Nycticeiini
      - Nycticeinops
      - Nycticeius
      - Rhogeessa
      - Scoteanax
      - Scotoecus
      - Scotomanes
      - Scotophilus
      - Scotorepens

    - Tribu Nyctophilini
      - Nyctophilus
      - Pharotis

    - Tribu Pipistrellini
      - Glischropus
      - Nyctalus
      - Parastrellus
      - Perimyotis
      - Pipistrellus
      - Scotozous

    - Tribu Plecotini
      - Barbastella
      - Corynorhinus
      - Euderma
      - Idionycteris
      - Otonycteris
      - Plecotus

    - Tribu Vespertilionini
      - Chalinolobus
      - Eudiscopus
      - Falsistrellus
      - Glauconycteris
      - Histiotus
      - Hypsugo
      - Ia
      - Laephotis
      - Mimetillus
      - Neoromicia
      - Philetor
      - Tylonycteris
      - Vespadelus
      - Vespertilio